# Altschwendt
Altschwendt település Ausztriában, Felső-Ausztria tartományban, a Schärdingi járásban, területe 13 km².

## Fekvése
Tengerszint feletti magassága 432 méter. Altschwendt Raab, Sankt Willibald, Peuerbach, Kallham és Zell an der Pram településekkel határos.

## Népesség
Lakosainak száma 700 fő (2018. január 1.).